# Ezero Șabla - Ezereț
Ezero Șabla - Ezereț este o arie protejată (arie specială de conservare — SAC, sit de importanță comunitară — SCI) din Bulgaria întinsă pe o suprafață de 2.623,59 ha, din care 65 % marine.

## Localizare
Centrul sitului Ezero Șabla - Ezereț este situat la coordonatele 43°34′31″N 28°35′15″E / 43.5753°N 28.5875°E.

## Înființare
Situl Ezero Șabla - Ezereț a fost declarat sit de importanță comunitară în martie 2007 pentru a proteja 20 de specii de animale. Situl a fost protejat și ca arie specială de conservare în decembrie 2020.

## Biodiversitate
Situată în ecoregiunile Marea Neagră și marină a Mării Negre, aria protejată conține 11 habitate naturale: Bancuri de nisip acoperite în permanență slab de apă marină, Terase mlăștinoase și terase nisipoase neacoperite de apă la reflux, Lagune de coastă, Golfuri mici largi și golfuri puțin adânci, Vegetație anuală la limita mareei, Dune mobile cu vegetație embrionară, Dune mobile de-a lungul țărmului cu Ammophila arenaria („dune albe”), Lacuri eutrofice naturale cu vegetație de tip Magnopotamion sau Hydrocharition, Pajiști carstice calcaroase sau bazofile, de Alysso-Sedion albi, Stepe ponto-sarmatice, Peșteri marine scufundate complet sau parțial.
La baza desemnării sitului se află mai multe specii protejate:
- amfibieni (1): buhai de baltă cu burta roșie (Bombina bombina)
- mamifere (11): vidră de râu (Lutra lutra), hamster românesc (Mesocricetus newtoni), dihor de stepă (Mustela eversmanii), liliac cu picioare lungi (Myotis capaccinii), marsuin (Phocoena phocoena), liliacul mediteranean cu potcoavă (Rhinolophus euryale), liliacul mare cu potcoavă (Rhinolophus ferrumequinum), liliacul cu potcoavă a lui méhely (Rhinolophus mehelyi), popândău (Spermophilus citellus), delfin mare (Tursiops truncatus), dihor pătat (Vormela peregusna)
- nevertebrate (1): fluturele purpuriu (Lycaena dispar)
- pești (4): scrumbie de dunăre (Alosa immaculata), rizeafcă (Alosa tanaica), țipar (Misgurnus fossilis), boarță (Rhodeus amarus)
- reptile (3): Elaphe sauromates, țestoasa de baltă (Emys orbicularis), Testudo graeca

Pe lângă speciile protejate, pe teritoriul sitului au mai fost identificate 2 specii de plante, 5 specii de amfibieni, 5 specii de mamifere, 26 de specii de pești, 7 specii de reptile.